# Julius Sillig
Karl Julius Sillig (* 12. Mai 1801 in Dresden; † 14. Januar 1855 ebenda) war ein deutscher Klassischer Philologe und Gymnasiallehrer.

## Leben
Julius Sillig war der Sohn eines Finanzrechnungssekretärs. Er besuchte das Dresdner Kreuzgymnasium von September 1815 bis Ostern 1819 und studierte daraufhin Klassische Philologie an den Universitäten Leipzig und Göttingen. Nachdem er anschließend in Paris einige Monate lang Materialien zur Bearbeitung einer Ausgabe der Naturalis historia des älteren Plinius gesammelt hatte, wurde er nach seiner Rückkehr 1825 an der Kreuzschule seiner Vaterstadt dauerhaft angestellt und erhielt dort 1839 den Posten des dritten Lehrers sowie kurz vor seinem Tod jenen eines Konrektors. 
Als Hauptleistung von Sillig werden seine dem älteren Plinius gewidmeten Studien gewürdigt. Er legte zwei von ihm bearbeitete Ausgaben der Naturalis historia vor, eine kleinere, die in den Jahren von 1831 bis 1836 in fünf Bänden in Leipzig erschien, und eine große, deren Abschluss in die Zeit unmittelbar vor seinem Tode fällt (8 Bände, Gotha 1851–57). Der klassische Philologe Wilhelm Kroll hält fest, dass Sillig der erste Forscher gewesen sei, der systematisch nach den zahlreichen erhaltenen Plinius-Handschriften fahndete; er habe fleißig viel Material gesammelt, doch seien seine Vergleichungen der Manuskripte oft ungenau gewesen.
Ferner besorgte Sillig eine Ausgabe des Catull (Göttingen 1824), eine Edition des Carmen graecum de herbis in Choulants Ausgabe des Macer floridus (Leipzig 1832) und eine Ausgabe der kleineren, dem Vergil zugeschriebenen Gedichte in Philipp Wagners Ausgabe dieses römischen Dichters (4. Band, Leipzig 1834). Sein Catalogus artificum Graecorum et Romanorum (Dresden 1827) wurde von Williams in das Englische übersetzt (London 1837). Sillig gab Karl August Böttigers nachgelassenen Opuscula latina (Dresden 1836) und dessen Kleine Schriften archäologischen und antiquarischen Inhalts (3 Bände, Dresden 1837–38) heraus und vollendete den zweiten Band von dessen Ideen zur Kunstmythologie (Dresden 1836). Schorns Kunstblatt und Jahns Jahrbücher der Philologie enthalten viele Aufsätze und Kritiken von ihm. Den handschriftlichen Nachlass von Sillig erhielt die königliche Bibliothek in Dresden, seine Büchersammlung wurde im September 1855 in Leipzig versteigert.